# Weiningen
Weiningen es una comuna suiza del cantón de Zúrich, situada en el distrito de Dietikon. Limita al norte con la comuna de Dällikon, al noreste con Regensdorf, al sureste y sur con Unterengstringen, al suroeste con Dietikon, al oeste con Geroldswil, y al noroeste con Oetwil an der Limmat.